# Isaac Fe'aunati
Isaac Malaetia Feau’nati (Wellington, 23 luglio 1973) è un ex giocatore e allenatore neozelandese di rugby a 15 che in carriera agonistica rappresentò Samoa a livello internazionale.
È conosciuto anche come Zak Feaunati nei Paesi anglosassoni.

## Biografia
Nato e cresciuto a Wellington, capitale neozelandese, rappresentò la locale union nel campionato nazionale provinciale; nel 1995 ebbe la sua prima esperienza in Europa, presso gli scozzesi del Melrose con cui vinse il campionato nazionale.
Tornato in Nuova Zelanda per spendervi la stagione di Super 12 1997 nelle file dei Crusaders di Christchurch, ebbe a inizio 1998 un nuovo ingaggio nel Regno Unito, presso la squadra di English Premiership dei London Irish.
Nel 1996 esordì in Nazionale per Samoa — Paese di nascita dei suoi genitori ma nel quale all'epoca non aveva mai messo piede — contro l'Irlanda a Dublino e fece successivamente parte della squadra alla Coppa del Mondo di rugby 1999 organizzata dal Galles.
Nel 2000 si trasferì al Rotherham neopromosso in Premiership, e dopo una sola stagione firmò per un'altra squadra dello Yorkshire, il Leeds Tykes, per un ulteriore biennio.
L'ultimo trasferimento della sua carriera fu del 2003, quando firmò un accordo con il Bath, con cui rimase 5 stagioni e a cui è legato il suo miglior risultato sportivo di club, la vittoria nella Challenge Cup 2007-08, proprio nella sua ultima stagione prima del ritiro.
Dopo la fine della carriera agonistica fu assunto come responsabile del settore rugbistico della Bishop Vesey's Grammar School di Sutton Coldfield (Birmingham); nel 2009 fu scelto per impersonare il suo connazionale Jonah Lomu nel film Invictus di Clint Eastwood, narrante il processo di riappacificazione nel Sudafrica post-apartheid che trovò il suo culmine proprio nella vittoria degli Springbok alla Coppa del Mondo di rugby 1995 nella finale che questi disputarono contro la Nuova Zelanda.

## Palmarès
- Campionati scozzesi: 1
Melrose: 1995-96
- Challenge Cup: 1
Bath: 2007-08